# ماتو غروسو دو سول
ماتو غروسو دو سول (بالبرتغالية: Mato Grosso do Sul) هي واحدة من ولايات البرازيل. الولايات المجاورة لها من الشمال مع اتجاه عقارب الساعة: ماتو غروسو، وغوياس، وميناس جيرايس، وساو باولو، وبارانا. يجاور في الغرب الباراغواي وبوليفيا أيضا.
ماتو غروسو دو سول تعني بشكل حرفي "الغابة الجنوبية الكثيفة"، وهو اسم ورث من الولاية المجاورة الشمالية ماتو غروسو، والتي كانت جزء منها حتى انقسما في السبعينات. ليس بالأمر الغريب بأن يشير إليها سكانها بماتو غروسو بشكل خاطئ، مما دفع الحكومة لتغيير اسمها إلى "بانتانال"، إشارة لأشهر معالمها الجغرافية.
يعتمد اقتصاد ماتو غروسو دو سول بشكل أولي على منتجات الزراعة، منها تربية الماشية والتي قد تكون الأكثر أهمية. تتضمن المنتجات الزراعية الأخرى أيضاً قصب السكر، الحنطة، وحبوب الصويا، الرز، القطن.
في عام 1977 تشكلت الولاية بعد الانقسام عن ماتو غروسو، وبشكل رسمي احتسبت كولاية بعد عامين في 1 يناير 1979. عاصمتها مدينة كامبو غراندي وهي أيضاً أكبر مدنها.

## توأمة
لماتو غروسو دو سول اتفاقيات توأمة مع:
- أوكيناوا (22 أبريل 1986 - )

## أعلام
- ريكاردو كزافييه

## وصلات خارجية
- الموقع الرسمي